# Герб Турецкой Республики Северного Кипра
Герб Турецкой Республики Северного Кипра разработан по образцу герба республики Кипр, с некоторыми различиями: 
- Удалено: число 1960 год из щита под голубем.
- Добавлено: турецкая эмблема звезды и полумесяца над щитом и число 1983 (год принятия  Декларации независимости Турецкой Республики Северный Кипр).

В конце 2007 года герб республики претерпел незначительные изменения, касающиеся позы голубя и его расположения на гербе.